# 望遠鏡座LP
望遠鏡座LP，又名CP-66 3009，HD 150549、SAO 253688、HR 6204，是望遠鏡座的一颗恒星，视星等为5.13，位于銀經322.98，銀緯-13.93，其B1900.0坐标为赤經16h 36m 35.9s，赤緯-66° -13.93′ 21″。